# Hotel od leda
Hotel od leda je hotelska građevina od leda, koja se gradi početkom zime u sjevernim zemljama (npr. u Švedskoj i Kanadi), a zatvara se kada počne topljenje snijega i leda.
Hotel od leda privremeni je objekt napravljen od snijega, led i čelične osnove. Privlači putnike, koji su zainteresirani za novitete i neobična okruženja i stoga su u klasi odredišnih hotela. Predvorja takvih hotela često su ispunjena skulpturama od leda, a hrana i piće posebno su odabrani u skladu s okolnostima.
Svi ledeni hoteli rekonstruiraju se svake godine, ovisno od konstantnih niskih temperatura. Zidovi, oprema i namještaj izrađeni su u cijelosti od leda, koji se reže prethodnog proljeća, te se drži zajedno pomoću tvari poznate kao snik, koji zauzima mjesto žbuke u tradicionalnim građevinama izgrađenim od cigle.
Prvi takav hotel u istočnoj Europi napravljen je u Rumunjskoj 2006. na visini od 2034 m.